# پلیوسو-کوریا
پلیوسو-کوریا (به لاتین: Plyoso-Kurya) یک منطقهٔ مسکونی در روسیه است که در سرزمین آلتای واقع شده‌است.